# 연막탄

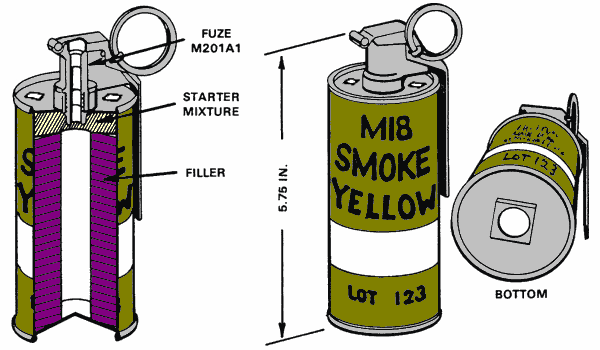
M18 증기 수류탄

연막탄(煙幕彈)은 수류탄과 포탄으로 사용되는 발연통이다. 전쟁에 이용될때는 적군의 시야를 가리거나, 후퇴할 때 사용되기도 한다.

## 연막탄의 제조법
연막탄은 기본적으로 인터넷에서는 질산칼륨, 설탕(솔비톨), 베이킹 소다 또는 파우더(탄산수소나트륨)를 사용한다. 연막탄은 질산칼륨이라는 유해 물질로 인해 만들때의 질산칼륨, 솔비톨, 탄산수소나트륨의 비율은 나오지 않는다. 이때 질산칼륨, 솔비톨, 탄산수소나트륨의 후 물질은 'KN-sorbitol' 연료라고 한다. 만든뒤 구멍을 내서 솜 또는 연소 물질로 불을 붙이고 KN-sorbitol에 불이 붙으면 연막이 나온다.(바람이 불면 소용이 없다)

## 설계
전형적인 원통형의 디자인으로 연막탄이 점화 될 때 연기가 방출될 수 있도록 위에는 네 개의 구멍 바닥에 하나의 구멍이 있다. 내용물은 250 ~ 350 그램의 착색 된 연기 성분(주로 염소산 칼륨, 유당, 염료)으로 거의 모든 색상으로 나타날 수 있다. 백색 연막탄은 일반적으로 헥사 클로로 에탄-아연 및 가루화 된 알루미늄을 사용한다. 연막탄이 터지며 발열이 일어나는데 이때 생긴 열로 인해 연기가 더 이상 나오지 않더라도 연막탄 통이 계속 뜨겁게 유지된다 최신 연막탄은 화염이나 스파크를 생기지 않도록 설계되었지만 아직 화재의 가능성이 있으며 악의적으로 사용하면 건조한 초목이나 가연성 물질을 발화시킬 수 있다. 연막탄은 터지는 모양을 변형시킬 수 있다. 이들은 발화제인 백색의 인을 사용해 연막을 빠르게 퍼지게 할 수 있다. 흰색 인은 화려한 노란색 불꽃을 태우면서 많은 양의 흰색 연기인 오산화 인을 생성한다. 이 유형의 연막탄은 대략 1분 동안 느리게 연기를 방출하는 일반적인 고체 충전 수류탄과 비교할 때 매우 조밀하고  순간적인 흰 연기 구름을 생성하는 능력이 선호된다. 레이저 유도 대전차 미사일의 표적이 됐을 때 신속하게 후퇴해야 하는 장갑차의 경우 매우 빠른 은폐를 위해서 백색 인을 사용한 연막탄 발사 장치를 사용하는 것이 선호된다.

## 사용
연막탄은 여러 목적으로 사용된다. 주요 용도는 은폐 및 항공기 신호 용도이다. 이동이 필요한 경우, 적의 사격의 정확도를 낮추고 일시적으로 현위치에 대해 속이는 시각적인 벽을 제공하기 위해 이동 전에 연막탄을 던진다. 연막의 가장 일반적인 색상은 흰색 또는 회색이다. 연막을 써도 적외선 감지 고글이 등장함에 따라 최신 연막탄에는 “멀티 스펙트럼”을 포함하였다. 연막탄은 항공기 신호를 보내는 데 사용될 수 있다. 무전이 잘 되더라도 위에서 대상을 찾는 것은 거의 불가능할 수 있기 때문에, 종종 컬러 연막탄을 사용하여 항공기가 이를 발견할 수 있도록 돕는다. 유색 신호 연기 수류탄은 사상자 운송 및 지상군을 신속하게 찾는 것이 가장 중요한 근접 대기 지원 상황에서 널리 사용된다. 일반적인 색상은 빨간색, 노란색, 녹색 및 자주색이며 모두 밝은 색의 염료를 사용하여 위에서 발견될 가능성을 높인다.

## 다른 용도
연막탄은 전쟁 법에 따라 신호와 은닉으로 사용되므로 무기로 간주되지 않는다. 대다수는 폭발성이 없기 때문에 대부분의 국가에서 민간인의 소지와 사용을 허가하고 있다. 연막탄의 기본적인 설계는 매우 간단하기 때문에 전 세계적으로  쉽게 만들어서 사용한다. 합동 소방 훈련, 민방위 훈련, 긴급구조 종합훈련, 시위대, 바퀴벌레 퇴치, 축구 관중 및 장난감 총 애호가는 종종 일반적인 재료를 사용하여 자신의 연막탄을 만들어서 사용한다.

## 같이 보기
- 수류탄
- 섬광탄
- 발연통